# Carlos (Minnesota)
Carlos é uma cidade localizada no estado americano de Minnesota, no Condado de Douglas.

## Histórico
Carlos foi fundada em 1904. O Distrito de Carlos, que antecede a cidade, recebeu o nome do Lago Carlos, em Alexandria.

## Geografia
De acordo com o Departamento do Censo dos Estados Unidos, tem uma área de
1,2 km², dos quais 1,2 km² cobertos por terra e 0,0 km² cobertos por água.

## Demografia
Segundo o censo americano de 2000, a sua população era de 329 habitantes.
Em 2006, foi estimada uma população de 420, um aumento de 91 (27.7%).

## Localidades na vizinhança
O diagrama seguinte representa as localidades num raio de 16 km ao redor de Carlos.